# Travelplanet.pl
Travelplanet.pl – biuro podróży prowadzące sprzedaż wycieczek zagranicznych przez bezpośrednie kanały dystrybucji – Internet, call center oraz punkty obsługi klienta.

## Historia
Spółka rozpoczęła swoją działalność w grudniu 2000 roku, przy wsparciu finansowym funduszu inwestycyjnego MCI Management S.A. Założycielami spółki byli Piotr Multan, Tomasz Moroz i Łukasz Bartoszewicz. 
Działalność rozpoczęła od uruchomienia portalu turystycznego w maju 2001 roku. Model biznesowy portalu oparty został na rozwiązaniach europejskich i amerykańskich internetowych biur podróży i dostosowany do specyfiki polskiego rynku turystyki online. W 2003 roku Travelplanet.pl dokonało przejęcia jednej z firm działających na polskim rynku w segmencie sprzedaży biletów lotniczych – Aero.pl. W roku 2003 spółka Travelplanet.pl rozpoczęła sprzedaż biletów lotniczych poprzez Aero.pl, w 2004 roku wprowadziła ofertę turystycznych bonów płatniczych pod marką TravelPass, natomiast od początku roku 2005 do grona portali tematycznych spółki dołączył serwis Hotele24.pl, oferujący usługę rezerwacji hoteli on-line. 12 lipca 2005 spółka zadebiutowała na warszawskiej GPW.
W 2006 Tygodnik Wprost uznał portal za najlepszą stronę biura podróży w Polsce (II Ranking Sklepów Internetowych 2006). Spółka zajęła drugie miejsce w rankingu najbardziej dynamicznych firm w Europie Środkowej – "Technology Fast 50" firmy doradczej Deloitte (2007).
3 czerwca 2009 z funkcji prezesa zrezygnował Tomasz Moroz – jeden z założycieli spółki. Na jego miejsce powołany został Marcin Przybylski. 
W wyniku przymusowego wykupu, przeprowadzonego przez spółkę Rockaway Travel SE w lipcu 2016 roku, akcje spółki zostały wykluczone z obrotu giełdowego z dniem 22 sierpnia 2016 roku.

## Grupa Travelplanet.pl
W skład grupy Travelplanet.pl S.A. wchodzą portale Travelplanet.pl, Aero.pl, Hotele24.pl i Zingtravel.pl.
Aero.pl to portal internetowy prowadzący sprzedaż biletów lotniczych przez bezpośrednie kanały dystrybucji – Internet, call center oraz punkty obsługi klienta. Portal działa nieprzerwanie od 2000 roku. W 2003 roku został przejęty przez Travelplanet.pl.
Serwis Aero.pl specjalizuje się w sprzedaży biletów lotniczych: zarówno linii regularnych, jak i tanich linii lotniczych. Posiada licencję IATA.